# Lasioglossum acaciae
Lasioglossum acaciae är en biart som först beskrevs av Cockerell 1939.  Lasioglossum acaciae ingår i släktet smalbin, och familjen vägbin. Inga underarter finns listade i Catalogue of Life.